# Oumou
Oumou ist ein weiblicher Vorname westafrikanischen Ursprungs. Die französische Schreibweise „ou“ wird auf Deutsch als „u“ ausgesprochen, eigentlich würde der Name in seiner Ursprungssprache Bambara (Mali, Westafrika) als „Umu“ geschrieben. Durch die Kolonisation Malis durch die Franzosen hat sich diese Schreibweise jedoch bis heute erhalten.
Der Name bedeutet so viel wie „Spätgeborene“ oder „Nachzüglerin“ und wird immer beim zweiten oder dritten Kind gewählt, wenn eine Frau über einen längeren Zeitraum (ca. 10 Jahre) kein Kind geboren hat.
Das männliche Gegenstück zu Oumou ist „Modibo“.

## Bekannte Namensträgerinnen
- Oumou Diabaté, Musikerin aus Guinea
- Oumou Diarra, Schriftstellerin aus Mali
- Oumou Sall Seck (* 1968), malische Politikerin und Botschafterin
- Oumou Sangaré (* 1968), Musikerin aus Mali
- Oumou Sy (* 1952), Stardesignerin und Modeschöpferin aus dem Senegal